# キム・ヘソン (1969年生の女優)
キム・ヘソン（ハングル表記：김혜선、1969年9月28日  - ）は、韓国の女優。身長162cm、血液型A型。

## 人物
檀国大学校演劇映画科中退。
1987年にMBC『青い教室』でドラマデビュー。

## 白川翔子として
1988年に日本で白川翔子の芸名で活動した。

### 雑誌
- すっぴん 1988年6月号 青木麻美と表紙（白川翔子名義）
- Beppin1988年8月号表紙（白川翔子名義）

## 主な出演作品

### テレビドラマ
- 青い教室（1987年-1988年、MBC） - マルスク役
- 朝鮮王朝五百年 閑中録（1988年-1989年、MBC） - 淑儀文氏役
- 独裁者への道〜首陽大君の野望〜（原題：破天舞）（1990年、KBS） - ソルリ役
- アスファルト我が故郷（1991年、KBS） - イム・ギジュ役
- 憎くても可愛くても（1998年-1999年、SBS） - ハナ役
- オンダル王子たち（2000年-2001年、MBC） - チュ・ソンミ役
- 勝手にしやがれ（2002年、MBC） - チョン・ガンの妻役
- メン家の全盛時代（2002年-2003年、MBC） - ユ・ジョンファ役
- 宮廷女官チャングムの誓い（2003年-2004年、MBC） - パク・ミョンイ（朴明伊）役
- 砂漠の泉（2003年、MBC） - カン・チュニ役
- ベストカップル～天生縁分～（原題：天生縁分）（2004年、MBC） - カン・ソックの姉役
- 愛情の条件（2004年、KBS） - ミソン役
- 花の仙女様（原題：花王の仙女）（2004年-2005年、MBC） - プ・ヨンファ役
- 名家の娘ソヒ（原題：土地）（2004年-2005年、SBS） - コン・ウォルソン役
- ダイヤモンドの涙（2005年、SBS） - ウン・エリョン役
- 噂のチル姫（2006年、KBS） - ナ・トクチル役
- 糟糠の妻クラブ（2007年-2008年、SBS） - ハン・ボクス役
- その男が憎らしい〜裏切りと屈辱の果てに〜（原題：メシくれ）（2009年、MBC） - チョ・ヨンシム役
- トンイ（2010年、MBC） - チョン・グィイェ（鄭貴礼、チョン尚宮）役
- 芙蓉閣の女たち〜新妓生伝（原題：新妓生伝）（2011年、SBS） - ハン・スンドク役
- 階伯（2011年、MBC） - ウルニョ役
- 偉大な贈り物（2011年、SBS） - ク・ウラムの兄の妻役
- 明日が来れば（2011年-2012年、SBS） - キム・スンジョン役
- 馬医（2012年-2013年、MBC） - 仁宣大妃役
- がんばれ、ミスター・キム！（原題：頑張って、ミスターキム）（2012年-2013年、KBS） - ホン・ヘスク役
- ウンヒの涙（2013年-2014年、KBS） - ハン・ジョンオク役
- 彼女の神話（2013年、JTBC） - ウ・ドヨン役
- 愛は歌に乗って（2013年-2014年、KBS） - ユン・ジヨン役
- 清潭洞スキャンダル（2014年-2015年、SBS） - カン・ボクヒ役
- 青い鳥の輪舞（ロンド）（原題：青い鳥の家）（2015年、KBS） - イ・ジョンエ役
- 私の残念な彼氏（2015年、MBC） - ユ・ジナの母役
- パーフェクトカップル～恋は試行錯誤～（原題：我がカプスニ）（2016年-2017年、SBS） - ヨ・シネ役
- 白詰草＜シロツメクサ＞（原題：訓長オ・スンナム）（2017年、MBC） - ヨン・ソンジュ役
- 素晴らしき、私の人生（2017年-2018年、SBS） - チェ・ミンギョン役
- 秘密と嘘（2018年、MBC） - ハン・ジュウォン役
- 逆境の魔女（2019年、MBC） - 喫茶店の女役
- 黒薔薇の家（2019年、SBS） - ワン・スジン役
- オーケー! グァン姉妹（2021年、KBS） - オ・テンジャ役

### 語学番組
- NHK　2007年2月　アジア語楽紀行のチェジュ島編でメインキャストを務める。チェジュ島の名物を巡りながら簡単なハングルを覚えられる番組。

### 映画
- バルバリの思い出（1989年）ミナ役
- 兎を乗せた潜水艦（1991年）キム・ミア役
- 復讐血戦（1992年）イネ役
- 華厳経（1993年）イリョン役
- おせっかいはＮＯ、愛はＯＫ（1993年）チェ先生役
- キスもできない男（1994年）ト・ドヘ役
- ある日突然 ４番目の話－死の森（2006年）キム・ソン役(友情出演)
- 完璧なパートナー（2011年）ミョン・ヒスク役